# Abdul Razak Hussein
Tun Abdul Razak bin Haji Dato' Hussein (en Jawi: عبد الرزاق بن حسین‎; n. Pekan, 11 de marzo de 1922 - Kuala Lumpur, 14 de enero de 1976) fue un abogado, político y estadista malasio que fungió como primer ministro de su país desde el 22 de septiembre de 1970 hasta su fallecimiento el 14 de enero de 1976, siendo el segundo en ocupar dicho cargo después de suceder a Tunku Abdul Rahman. Como líder del partido Organización Nacional de los Malayos Unidos (UMNO), Razak fue el responsable de la fundación de la coalición electoral conocida como Barisan Nasional (Frente Nacional), para suceder a la desgastada Alianza, que dominaría la vida política de Malasia entre 1973 y 2018. También lanzó la Nueva Política Económica de Malasia (MNEP).
Llegó al poder como consecuencia de la debacle electoral de la Alianza en los comicios federales de 1969, que provocaron fuertes disturbios el 13 de mayo de ese año y la declaración del estado de emergencia por parte de Tunku Abdul Rahman, suspendiéndose las garantías constitucionales y el poder legislativo. Finalmente, Razak asumió el mando durante este período, tras dimitir Tunku el 22 de septiembre de 1970. Durante los siguientes meses negoció con varios partidos opositores, logrando establecer el Barisan Nasional como coalición electoral más amplia que la anterior.
En lo económico, él y la "segunda generación" de políticos malayos vieron la necesidad de abordar vigorosamente las disparidades económicas y sociales que alimentaron los antagonismos raciales y la violencia. El MNEP estableció dos objetivos básicos: reducir y finalmente erradicar la pobreza, y reducir y finalmente erradicar la identificación de la función económica con la raza. Resultó reelegido por amplio margen en 1974, demostrando la imbatibilidad electoral de la coalición, que logró además tomar el control de todos los gobiernos estatales. Enfermo de leucemia, falleció poco menos de dos años más tarde, siendo hasta la actualidad el único primer ministro de Malasia en morir en el cargo.
Su hijo, Najib Razak, fue nombrado primer ministro en 2009 y de hecho fue el primer ministro que dirigió la coalición al momento de su primera derrota electoral en 2018.